# Гиршель, Мозес
Маскил Мозес Гиршель (нем. Maskil Moses Hirschel) (13 сентября 1754 — 24 июня 1818) — немецкий писатель и шахматный публицист.

## Биография
Являлся представителем Хаскалы в Прусском королевстве в конце XVIII века. Он опубликовал первый немецкий перевод шахматных сочинений Джоакино Греко вместе с переизданием труда Филиппа Стамма в «Das Schach des Herrn Giochimo Greco Calabrois und die Schachspiel Geheimniße des Arabers Philipp Stamma übersezt, verbeßert und nach einer ganz neuen Methode zur Erleichterung der Spielenden umgearbeitet» (Бреслау, 1784; Цюрих, 1979 и 1987). Перевод им двух шахматных классиков был значительным, поскольку их публикация помогла популяризировать алгебраическую запись в Пруссии. Он также написал «Ueber das Schachspiel, dessen Nutzen, Gebrauch und Mißbrauch, psychologisch, moralisch und scientisisch erörtert» (Бреслау, 1791). Разочарованный отсутствием реформ в Бреславском раввинате в то время, крестился в католицизм в 1803 или 1804 под именем «Кристиан Мориц Гершель».

## Публикации
- Гиршель М. М. Unterricht für Schachspieler. Лейпциг, 1795.

Опубликовал следующие полемические работы, которые оказали влияние на внутренние еврейские дебаты конца XVIII века: «Kampf der Jüdischen Hierarchie» (Бреслау, 1789); «Judische Intoleranz und Fanatismus in Breslau» (1789); «Patriotische Bemerkungen» (1790); «Ueber die Allzufrühen Ehen der Jüdischen Nation» (Бреслау, 1790); «Biographie des Jüdischen Gelehrten und Dichters Ephraim Moses Kuh» (Цюрих, 1791); «Apologie der Menschenrechte» (Цюрих, 1793); «Vier Briefe über Schlesien» (Бреслау, 1796).